# Pina Renzi
Pina Renzi, all'anagrafe Giuseppina Renzi (Morciano di Romagna, 16 dicembre 1901 – Riccione, 13 luglio 1984), è stata un'attrice italiana.

## Biografia
Attiva dai primi anni trenta a tutti gli anni cinquanta, è stata interprete di spettacoli di rivista, film commedia e, a fine carriera, anche di musicarelli.
Debutta nel teatro come attrice giovane nel 1926 nella Compagnia di Luigi Carini, per passare con Mario Mattoli negli spettacoli Za-Bum, sarà poi con Anna Magnani nella Compagnia di riviste dirette da Michele Galdieri.
Ha debuttato nel cinema nel 1933 in Non son gelosa, di Carlo Ludovico Bragaglia. Nel 1942 si è cimentata nella regia di Cercasi bionda bella presenza, film scritto da Vittorio Metz e girato a Torino negli stabilimenti Fert, senza dare però seguito a questo tipo di attività.
Nel 1944 con Nino Besozzi ha partecipato allo spettacolo di Garinei e Giovannini Cantachiaro.
È stata molto attiva alla radio sia nella prosa dell'EIAR poi Rai, che in programmi di varietà dove ha interpretato spesso parti in dialetto lombardo. Ha avuto anche una breve esperienza in televisione, per la quale ha interpretato anche alcuni caroselli.

## Filmografia
- Non son gelosa, regia di Carlo Ludovico Bragaglia (1933)
- La segretaria per tutti, regia di Amleto Palermi (1933)
- La ragazza dal livido azzurro, regia di Emmerich Wojtek Emo (1933)
- T'amerò sempre, regia di Mario Camerini (1933)
- Kiki, regia di Raffaello Matarazzo (1934)
- La mia vita sei tu, regia di Pietro Francisci (1935)
- Fiat voluntas Dei, regia di Amleto Palermi  (1936)
- Lo smemorato, regia di Gennaro Righelli (1936)
- Il feroce Saladino, regia di Mario Bonnard (1937)
- La mazurka di papà, regia di Oreste Biancoli (1938)
- Il suo destino, regia di Enrico Guazzoni (1938)
- Per uomini soli, regia di Guido Brignone (1938)
- Ai vostri ordini, signora..., regia di Mario Mattoli (1938)
- Duetto vagabondo, regia di Guglielmo Giannini (1938)
- Eravamo 7 sorelle, regia di Nunzio Malasomma (1939)
- Belle o brutte si sposan tutte..., regia di Carlo Ludovico Bragaglia (1939)
- Due milioni per un sorriso, regia di Carlo Borghesio  (1939)
- La mia canzone al vento, regia di Guido Brignone  (1939)
- Finisce sempre così, regia di Enrique Susini (1939)
- Il peccato di Rogelia Sanchez, regia di Carlo Borghesio  (1940)
- Don Pasquale, regia di Camillo Mastrocinque  (1940)
- L'arcidiavolo, regia di Toni Frenguelli  (1940)
- Maddalena... zero in condotta, regia di Vittorio De Sica (1940)
- Una famiglia impossibile, regia di Carlo Ludovico Bragaglia  (1940)
- La forza bruta, regia di Carlo Ludovico Bragaglia  (1941)
- L'orizzonte dipinto, regia di Guido Salvini  (1941)
- Il re del circo, regia di Hans Hinrich (1941)
- Un marito per il mese d'aprile, regia di Giorgio Simonelli (1941)
- L'elisir d'amore, regia di Amleto Palermi  (1941)
- Due cuori sotto sequestro, regia di Carlo Ludovico Bragaglia  (1941)
- I mariti (Tempesta d'anime), regia di Camillo Mastrocinque (1941)
- Brivido, regia di Giacomo Gentilomo (1941)
- Sancta Maria, regia di Pier Luigi Faraldo (1942)
- Cercasi bionda bella presenza (1942, anche regia)
- L'affare si complica, regia di Pier Luigi Faraldo (1942)
- Quarta pagina, regia di Nicola Manzari (1942)
- Il figlio del corsaro rosso, regia di Marco Elter (1943)
- Gli ultimi filibustieri, regia di Marco Elter (1943)
- La statua vivente, regia di Camillo Mastrocinque (1943)
- Il fiore sotto gli occhi, regia di Guido Brignone (1944)
- Chi l'ha visto?, regia di Goffredo Alessandrini (1945)
- Giudicatemi, regia di Giorgio Cristallini (1948)
- Manù il contrabbandiere, regia di Lucio De Caro (1948)
- I due sergenti, regia di Carlo Alberto Chiesa (1951)
- Arrivano i nostri, regia di Mario Mattoli (1951)
- Accidenti alle tasse!!, regia di Mario Mattoli (1951)
- Altri tempi, regia di Alessandro Blasetti (1952)
- Agenzia matrimoniale, regia di Giorgio Pàstina (1952)
- L'incantevole nemica, regia di Claudio Gora (1953)
- I tre ladri, regia di Lionello De Felice (1954)
- La moglie è uguale per tutti, regia di Giorgio Simonelli (1955)
- Io Caterina, regia di Oreste Palella (1956)
- Gli avventurieri dell'Uranio, regia di Angio Zane (1958)
- Ballerina e Buon Dio, regia di Antonio Leonviola (1958)
- Mogli pericolose, regia di Luigi Comencini (1958)
- Destinazione Sanremo, regia di Domenico Paolella (1959)
- Le cameriere, regia di Carlo Ludovico Bragaglia (1959)

## Prosa televisiva
- Non ti conosco più!, commedia di Aldo De Benedetti, regia di Claudio Fino, trasmessa il 22 gennaio 1954.
- Il teatro dei ragazzi - programma TV (1958)
- Acqua e chiacchiere, regia di Romolo Siena - film TV (1963)

## Prosa radiofonica
- La grande Caterina, di Gastone Tanzi (1956)

## Doppiatrici
- Tina Lattanzi in Un marito per il mese di Aprile, Il peccato di Rogelia Sanchez
- Giovanna Scotto in Giudicatemi